# John Venn (prêtre)
Cet article concerne le prêtre anglican. Pour le mathématicien, voir John Venn.
John Venn (9 mars 1759 - 1er juillet 1813) est un prêtre de l'Église d'Angleterre qui est une figure centrale du groupe de philanthropes religieux connu sous le nom de Secte de Clapham.

## Biographie
Il est né à Clapham, au sud-ouest du centre de Londres, alors que son père Henry Venn y est vicaire, le 9 mars 1759. Il entre au Sidney Sussex College de Cambridge, obtient un BA en 1781 et une maîtrise en 1784.
Venn est recteur de Little Dunham, Norfolk, de 1783 à 1792, et recteur de l'église Holy Trinity, Clapham de 1792 jusqu'à sa mort. Il est l'un des fondateurs originaux de la Church Mission Society en 1797 et est un abolitionniste et philanthrope de premier plan. Ces intérêts évangéliques et humanitaires l'amènent à s'associer étroitement avec des abolitionnistes tels que William Wilberforce et Granville Sharp. Il dirige l'école créée par la Société pour l'éducation des Africains qui est créée à Clapham en 1799. Il meurt à Clapham le 1er juillet 1813. Un volume de ses sermons est publié après sa mort.
John est rappelé (avec Henry et Henry le jeune) dans l'Église d'Angleterre avec une commémoration le 1er juillet.

## Famille
Venn épouse, à Trinity Church, Hull, le 22 octobre 1789, Catherine (1760–1803), fille unique de William King, marchand, de Kingston upon Hull. Avec elle, il a des fils Henry Venn (1796-1873) et John, vicaire pendant de nombreuses années de St. Peter's, Hereford ; également cinq filles, dont Jane, la seconde, épouse James Stephen, et est mère de James Fitzjames Stephen et de Leslie Stephen ; et Caroline épouse de Stephen Ellis Batten et est la mère d'Emelia Russell Gurney. Il se remarie, le 25 août 1812, à Frances, fille de John Turton de Clapham.
Venn est le père de Henry Venn (1796-1873), secrétaire honoraire de la Church Missionary Society, et grand-père du logicien et philosophe John Venn, qui compile une histoire familiale en 1904.